# (5066) Garradd
(5066) Garradd est un astéroïde de la ceinture principale aréocroiseur.

## Description
(5066) Garradd est un astéroïde aréocroiseur. Il présente une orbite caractérisée par un demi-grand axe de 1,94 UA, une excentricité de 0,15 et une inclinaison de 41,4° par rapport à l'écliptique.

## Compléments